# Andreaea nivalis
Andreaea nivalis (deutsch Schnee-Klaffmoos) ist eine Laubmoos-Art aus der Familie Andreaeaceae.

## Merkmale
Andreaea nivalis bildet rotbraune, braungrüne oder schwarze, oft ausgedehnte Polsterrasen. Die einzelnen aufsteigenden Pflanzen sind gabelig verzweigt, gewöhnlich um 5 Zentimeter, selten bis 10 Zentimeter lang, mäßig dicht und an den Enden sichelförmig beblättert. Die meist einseitswendigen Blätter sind aus eiförmiger Basis allmählich lanzettlich und scharf zugespitzt, die Ränder sind mehr oder weniger gekerbt bis gezähnt, die Blattrippe endet in der Blattspitze. Die Blattzellen sind im ganzen Blatt quadratisch bis kurz rechteckig und papillös. Die schwarze Sporenkapsel öffnet sich mit 4 oder 6 Klappen, im zweiten Fall mit 4 breiten und 2 schmalen Klappen. Die Geschlechterverteilung ist diözisch.

## Vorkommen
Die Art hat ihre Verbreitungsgebiete in Europa, hier besonders in Skandinavien, im Norden der Britischen Inseln und in den höheren Gebirgen Mitteleuropas, weiters in Asien, hier vor allem im Osten, sowie im östlichen und westlichen Nordamerika.
In Österreich ist sie in den Zentralalpen in Höhen oberhalb von etwa 1900 Metern häufig. Hier wächst sie an Stellen, die lange mit Schnee bedeckt sind auf nassen Silikatfelsen und auf nassem Sand an Gletscherbächen.